# Federico Carlos Sainz de Robles y Rodríguez
Federico Carlos Sainz de Robles y Rodríguez (Madrid, 1 de diciembre de 1927-Madrid, 5 de noviembre de 2005) fue un jurista, narrador y crítico español, hijo del escritor Federico Carlos Sainz de Robles.

## Biografía
Estudió en el Colegio del Pilar. Tras licenciarse y doctorarse en derecho por la Universidad de Madrid, ingresó en la carrera judicial por oposición en 1952, siendo destinado al Juzgado de Primera Instancia de Arenys de Mar. En 1956, ingresó en el cuerpo de secretarios de la Administración de Justicia y en 1962 fue nombrado magistrado de la Sala de lo Contencioso-Administrativo de la Audiencia Territorial de Valladolid. En 1974 solicitó la excedencia para trabajar como abogado en Valladolid y tres años después se reincorporó a la carrera judicial y fue destinado a la Sala de lo Contencioso-Administrativo de la Audiencia Provincial de Santa Cruz de Tenerife. 
Ascendió a la categoría de magistrado del Tribunal Supremo en 1979 y el 24 de octubre de 1980 fue designado por los vocales del primer Consejo General del Poder Judicial para ocupar la presidencia del mismo y del propio Tribunal Supremo, cesando de ambos cargos el 29 de octubre de 1985 al concluir el período de su mandato.
A partir de 1986 ejerció como magistrado en la Sala Tercera del Supremo y el 6 de mayo de ese mismo año decidió abandonar de nuevo la carrera judicial para presentarse como candidato por Madrid a las elecciones generales del 22 de junio por el Partido Reformista Democrático, que lideraba Roca Junyent, pero no resultó elegido. Desde entonces ejerció como abogado y en 1989 fue nombrado presidente de la comisión creada por la Asociación de la Prensa de Madrid para redactar un código de conducta para la profesión periodística.
Casado con Celia Santa Cecilia y con cinco hijos, fue enterrado en la Sacramental de San Justo. 
| Precedido por: Ángel Escudero del Corral | Presidente del Tribunal Supremo 1980 - 1985                   | Sucedido por: Antonio Hernández Gil |
| Precedido por: Nueva Creación            | Presidente del Consejo General del Poder Judicial 1980 - 1985 | Sucedido por: Antonio Hernández Gil |

- Datos: Q5857544
- Multimedia: Federico Carlos Sainz de Robles y Rodríguez / Q5857544